# یاشچوو-کولونگا
یاشچوو-کولونگا (به لاتین: Jaszczów-Kolonia) یک روستا در لهستان است که در گمینا میلیوو واقع شده‌است. یاشچوو-کولونگا  ۲۵۱ نفر جمعیت دارد.